# Рычков, Борис Николаевич (режиссёр)
Борис Николаевич Рычко́в (25 февраля 1938 — 1 сентября 2019) — советский режиссёр и сценарист документального кино. Народный артист РСФСР (1982). Лауреат Государственной премии СССР (1982). Член КПСС с 1968 года.

## Биография
В 1966 году окончил ВГИК. С 1965 года на ЦСДФ.
В 1975—1977 годах руководил мастерской режиссеров документального кино на Высших курсах сценаристов и режиссёров.
С 1979 года преподавал во ВГИКе.
Причисляет себя к ученикам и последователям режиссёра и педагога И. Копалина:

Илья Петрович Копалин разглядел во мне что-то такое, о чём я и сам не подозревал. Возможно, я был на него чем-то похож — мы оба пришли в кино, как говорится, из толпы. Я многим ему обязан. И тем, что я стал «народным», лауреатом Государственных премий, был в гуще событий, одним словом, стал тем, кто я сейчас есть. И тем, что уже на третьем курсе я сделал свой первый фильм, который впоследствии вышел на всесоюзный экран.

## Фильмография

### Режиссёрские работы
- 1965 — Школьница из Севастополя
- 1966 — Букурия
- 1966 — Ветераны
- 1967 — Все 24 часа
- 1967 — Гонг
- 1968 — Я вернусь к тебе, Россия
- 1968 — Десант на крышу мира
- 1969 — Камрад Алекс
- 1970 — Зачем человеку горы?
- 1971 — Поэма о рабочем классе
- 1972 — Личная ответственность
- 1973 — Хоккей против хоккея
- 1974 — Интернациональный долг; Владислав Третьяк против Бобби Халла
- 1976 — Шаги истории
- 1977 — Великая армия труда; Съезд созидателей (совместно с Л. В. Махначем)
- 1978 — Свет Октября
- 1980 — Ленин. Семь лет в Швейцарии
- 1981 — Съезд партии Ленина

### Режиссёрские работы и сценарии
- 1971 — Русский мастер
- 1979 — Баллада о спорте (с Ю. Н. Озеровым)
- 1981 — О спорт, ты — мир! (с Ю. Н. Озеровым)

## Награды и премии
- Народный артист РСФСР (1982)
- Заслуженный деятель искусств РСФСР (1975)
- Государственная премия СССР (1982) — за художественно-документальный фильм «О спорт, ты - мир!» (1981)
- Государственная премия РСФСР имени братьев Васильевых (1978) — за фильмы «Поэма о рабочем классе» (1971), «Личная ответственность» (1972), «Интернациональный долг» (1974), «Шаги истории» (1976) и «Великая армия труда» (1977)
- приз Вкф (1971) — за фильм «Поэма о рабочем классе»
- специальный приз Вкф (1973) — за фильм «Личная ответственность» (1972)
- специальный приз Вкф (1980) — за фильм «Ленин. Семь лет в Швейцарии»